# Cappella di Tell

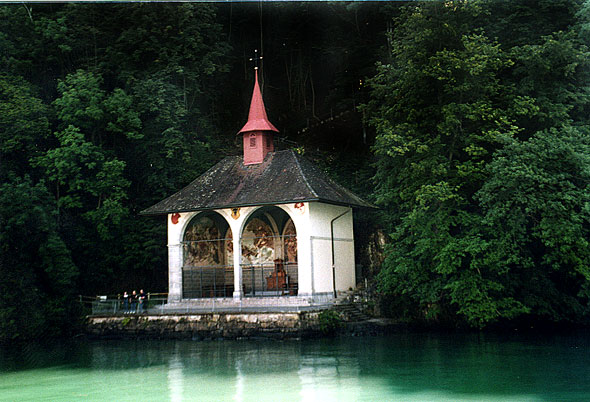
La cappella

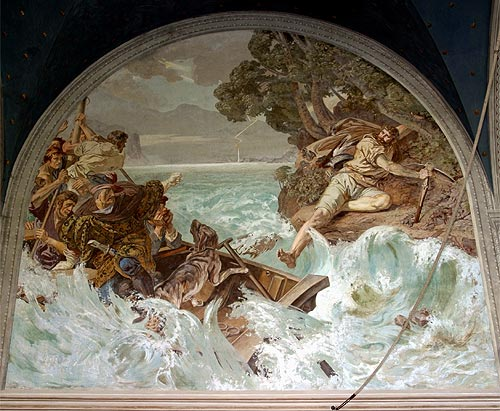
Il salto di Tell (Tellensprung) dalla barca dei suoi rapitori alle scogliere di Axen, affresco di Ernst Stückelberg, 1880-1882

La Tellskapelle ("cappella di Tell") si trova sulla Tellsplatte o Tellenplatte ("lastra di Tell"), sulla riva del Lago dei Quattro Cantoni, ai piedi delle scogliere dell'Axenberg (una propaggine del Glärnisch, 1.022 m), nel comune di Sisikon, nel Canton Uri, in Svizzera. Si trova di fronte al Rütli, sito a circa 4,3 km di distanza.

## Storia
La cappella segna il luogo in cui, secondo la leggenda, Guglielmo Tell durante una tempesta saltò dalla barca dei suoi rapitori (il cosiddetto Tellensprung, ossia il "salto di Tell") e fuggì, permettendogli poi di assassinare il tiranno Albrecht Gessler e dare inizio alla ribellione che portò alla fondazione della Vecchia Confederazione elvetica. La Tellenplatte viene menzionata per la prima volta nel 1470 nel Libro bianco di Sarnen, come Tellen blatten .
L'attuale cappella fu costruita nel 1879. È decorata con quattro affreschi di Ernst Stückelberg, realizzati nel 1880-1882. Annualmente, il luogo di culto è ancora oggi meta di una processione in barca della popolazione di Uri. Si rinnovano rogazioni per la fecondità della natura e dei commerci.

## Citazioni in letteratura
La Cappella di Tell è citata nel romanzo Tartarino sulle Alpi di Alphonse Daudet, in occasione della visita a questo luogo da parte del protagonista, dopo un lungo pellegrinaggio per onorare l'eroe Guglielmo Tell e per ammirare gli affreschi che il celebre pittore di Basilea, Ernst Stückelberg, vi stava ultimando (Milano, Oscar Mondadori, 1981, p.186).